# Перепёлкин, Лев Владимирович
Лев Влади́мирович Перепёлкин (1928, Ленинград — 7 ноября 1972, там же) — советский флейтист.
С 1948 г. играл в оркестре Ленинградского театра оперы и балета имени Кирова. Окончил Ленинградскую консерваторию (1956). Ещё студентом стал лауреатом Международного музыкального фестиваля «Пражская весна» (1953). Выступал как солист и в составе Квинтета духовых инструментов Ленинградской филармонии.
Заслуженный артист РСФСР (1967).